# Effectifs de l'Arago de Sète
Pour un article plus général, voir Arago de Sète.

## Saison 1981-1982
Entraîneur :   Marek Karbarz
| Numéro | Nom                     | Taille | Nationalité |
| ------ | ----------------------- | ------ | ----------- |
| ?      | Gérard Castan           | 1,93   | France      |
| ?      | Renaud Viguier          | 1,93   | France      |
| ?      | Olivier Bardaud         | 1,79   | France      |
| ?      | Jean-Marc Ravera        | 1,94   | France      |
| ?      | Jean-Baptiste Martzluff | 1,95   | France      |
| ?      | Marek Karbarz           | 1,88   | Pologne     |
| ?      | Bernard Rouquette       | 1,92   | France      |
| ?      | Frédéric Martin         | 1,92   | France      |
| ?      | René Caperan            | 1,88   | France      |

## Saison 1987-1988
Entraîneur :  Gérard Castan
| Numéro | Nom                      | Taille | Nationalité |
| ------ | ------------------------ | ------ | ----------- |
| 1      | Favennec                 |        | France      |
| 2      | Jean-Baptiste Martzluff  | 1,95   | France      |
| 3      | Alain Clévenot           |        | France      |
| 4      | Christophe Blanc         | 1,90   | France      |
| 5      | Jean-Michel Portassau    |        | France      |
| 6      | Rossi                    |        | France      |
| 7      | Philippe Brousses        |        | France      |
| 8      | Tomas Hoszek             | 1,94   | Suède       |
| 9      | Michel Meynard           | 2,00   | France      |
| 10     | Jan Kvalheim             | 2,00   | Norvège     |
| 11     | Patrick Duflos           | 1,88   | France      |
| 12     | Jean-Michel Vandelanoote | 1,97   | France      |

## Saison 1988-1989
Entraîneur : Éric Daniel  France
| Numéro | Nom                      | Taille | Nationalité |
| ------ | ------------------------ | ------ | ----------- |
| ?      | Christophe Blanc         | 1,90   | France      |
| 11     | Patrick Duflos           | 1,88   | France      |
| ?      | Jean-Michel Portassau    | 1,85   | France      |
| ?      | Frédéric Martin          | 1,93   | France      |
| ?      | Jean-Batiste Martzluff   | 1,95   | France      |
| ?      | Michel Meynard           | 2,00   | France      |
| ?      | Alain Clévenot           |        | France      |
| ?      | Jean-Michel Vandelanoote | 1,97   | France      |
| ?      | Tomas Hoszek             | 1,94   | Suède       |
| ?      | Matt Rigg                |        | États-Unis  |
| ?      | Jan Kvalheim             | 2,00   | Norvège     |

## Saison 1989-1990
Entraîneur : Éric Daniel  France
| Numéro | Nom                      | Taille | Nationalité |
| ------ | ------------------------ | ------ | ----------- |
| ?      | Christophe Blanc         | 1,90   | France      |
| 11     | Patrick Duflos           | 1,88   | France      |
| ?      | Luc Marquet              | 1,92   | France      |
| ?      | Frédéric Martin          | 1,93   | France      |
| ?      | Jean-Batiste Martzluff   | 1,95   | France      |
| ?      | Michel Meynard           | 2,00   | France      |
| ?      | David Romann             | 1,94   | France      |
| ?      | Jean-Michel Vandelanoote | 1,97   | France      |
| ?      | José Puccinelli          | 1,91   | Argentine   |

## Saison 1995-1996
Entraîneur : Jean-Claude Denaja
| Numéro | Nom                | Taille | Nationalité |
| ------ | ------------------ | ------ | ----------- |
| ?      | Adrian Caravano    | 1,90   | France      |
| ?      | Jean-Philippe Cren | x,xx   | France      |
| ?      | Guillaume Curot    | 1,98   | France      |
| ?      | Patrick Duflos     | 1,88   | France      |
| ?      | Renaud Herpe       | 1,95   | France      |
| 7      | Ben Ibata          | 1,94   | Allemagne   |
| ?      | Cyril Liot         | 2,03   | France      |
| ?      | Jesper Lundtang    | 1,96   | Danemark    |
| ?      | Luc Marquet        | 1,92   | France      |
| ?      | Ogier Molinier     | 1,97   | France      |
| ?      | Christophe Patte   | 1,91   | France      |
| ?      | Stéphane Sapinart  | 1,96   | France      |

## Saison 1996-1997
Entraîneur : ? (?)
| Numéro | Nom                | Taille | Nationalité |
| ------ | ------------------ | ------ | ----------- |
| ?      | Alexander Bartsev  | 2,02   | Russie      |
| ?      | Fabrice Bry        | 2,02   | France      |
| ?      | Jean-Philippe Cren | x,xx   | France      |
| ?      | Guillaume Curot    | 1,98   | France      |
| ?      | Patrick Duflos     | 1,88   | France      |
| ?      | Cyril Liot         | 2,03   | France      |
| ?      | Luc Marquet        | 1,92   | France      |
| ?      | Ogier Molinier     | 1,97   | France      |
| ?      | Christophe Patte   | 1,91   | France      |
| ?      | Grégory Viarouge   | 1,91   | France      |

## Saison 1997-1998
Entraîneur : ? (?)
| Numéro | Nom                       | Taille | Nationalité |
| ------ | ------------------------- | ------ | ----------- |
| ?      | David Bradignans          | 1,90   | France      |
| ?      | Fabrice Bry               | 2,02   | France      |
| ?      | Guillaume Curot           | 1,98   | France      |
| ?      | Patrick Duflos            | 1,88   | France      |
| ?      | Laurent Faletti           | 1,92   | France      |
| ?      | Ogier Molinier            | 1,97   | France      |
| ?      | Christophe Patte          | 1,91   | France      |
| ?      | Guennadi Sliadnev         | 1,97   | Russie      |
| ?      | Jean-Michel Vandelannoote | 1,97   | France      |
| ?      | Grégory Viarouge          | 1,91   | France      |
| ?      | Stéphane Vincent          | 1,98   | France      |

## Saison 1998-1999
Entraîneur : gerard denaja - christian authier 
| Numéro | Nom               | Taille | Nationalité        |
| ------ | ----------------- | ------ | ------------------ |
| ?      | David Bradignans  | 1,90   | France             |
| ?      | Julien Bély       | 1,87   | France             |
| ?      | Fabrice Bry       | 2,02   | France             |
| ?      | Johan Cohen       | 1,90   | France             |
| ?      | Patrick Duflos    | 1,88   | France             |
| ?      | Julien Escrig     | 1,98   | France             |
| ?      | Laurent Faletti   | 1,92   | France             |
| ?      | Sébastien Lambert | 1,98   | France             |
| ?      | Martin Lebl       | 2,01   | République tchèque |
| ?      | Terry Martin      | 2,01   | Canada             |
| ?      | Ogier Molinier    | 1,97   | France             |
| ?      | Christophe Patte  | 1,91   | France             |
| ?      | Romain Roques     | 1,94   | France             |
| ?      | Stéphane Sapinart | 1,96   | France             |

## Saison 1999-2000
Entraîneur : ? (?)
| Numéro | Nom               | Taille | Nationalité |
| ------ | ----------------- | ------ | ----------- |
| ?      | Julien Bély       | 1,87   | France      |
| ?      | Terry Martin      | 2,01   | Canada      |
| ?      | Stéphane Courbier | x,xx   | France      |
| ?      | Patrick Duflos    | 1,88   | France      |
| ?      | Laurent Faletti   | 1,92   | France      |
| ?      | Frédéric Havas    | 1,95   | France      |
| ?      | Renaud Herpe      | 1,95   | France      |
| ?      | Junot Mistoco     | 1,96   | France      |
| ?      | Christophe Patte  | 1,91   | France      |
| ?      | Stéphane Sapinart | 1,96   | France      |

## Saison 2000-2001
Entraîneur : Gérard Denaja  France
| Numéro | Nom               | Taille | Nationalité |
| ------ | ----------------- | ------ | ----------- |
| ?      | Ross Ballard      | 1,98   | Canada      |
| ?      | Julien Bély       | 1,87   | France      |
| ?      | Steve Brinkman    | 2,02   | Canada      |
| ?      | Patrick Duflos    | 1,88   | France      |
| ?      | Laurent Faletti   | 1,92   | France      |
| ?      | Frédéric Havas    | 1,95   | France      |
| ?      | Mathieu Labadie   | 1,88   | France      |
| ?      | Junot Mistoco     | 1,96   | France      |
| ?      | Christophe Patte  | 1,91   | France      |
| ?      | Stéphane Sapinart | 1,96   | France      |

## Saison 2001-2002
Entraîneur : Dragan Mihailovic (Serbia - Canada)
| Numéro | Nom                 | Taille | Nationalité          |
| ------ | ------------------- | ------ | -------------------- |
| 3      | Jan Jarolim         | 2,00   | République tchèque   |
| 4      | Mathieu Labadie     | 1,88   | France               |
| 5      | Junot Mistoco       | 1,97   | France               |
| 6      | Julien Bély         | 1,87   | France               |
| 7      | Premysl Kubala      | 2,00   | République tchèque   |
| 8      | Christophe Patte    | 1,91   | France               |
| 9      | Vladimir Mladenovic | 2,02   | Serbie-et-Monténégro |
| 9      | Josef Smolka        | x,xx   | République tchèque   |
| 11     | Patrick Duflos      | 1,88   | France               |
| 14     | Frédéric Havas      | 1,95   | France               |

## Saison 2002-2003
Entraîneur : Josef Smolka  République tchèque
| Numéro | Nom              | Taille | Nationalité        |
| ------ | ---------------- | ------ | ------------------ |
| 1      | Marek Pakosta    | 2,03   | République tchèque |
| 2      | Erik Arjona      | 1,82   | France             |
| 3      | Jan Jarolim      | 2,00   | République tchèque |
| 4      | Mathieu Labadie  | 1,88   | France             |
| 5      | Junot Mistoco    | 1,96   | France             |
| 6      | Julien Bély      | 1,87   | France             |
| 7      | Lubomir Stanek   | 2,03   | République tchèque |
| 8      | Christophe Patte | 1,91   | France             |
| 9      | Milan Bican      | 1,97   | République tchèque |
| 14     | Frédéric Havas   | 1,95   | France             |

## Saison 2003-2004
Entraîneur : Josef Smolka  République tchèque
| Numéro | Nom               | Taille | Nationalité        |
| ------ | ----------------- | ------ | ------------------ |
| 1      | Petr Konecny      | 2,02   | République tchèque |
| 2      | Bertrand Carletti | 2,05   | France             |
| 3      | Ludovic Castard   | 1,97   | France             |
| 4      | Mathieu Labadie   | 1,88   | France             |
| 5      | Junot Mistoco     | 1,96   | France             |
| 6      | Julien Bély       | 1,87   | France             |
| 7      | Lubomir Stanek    | 2,03   | République tchèque |
| 8      | Christophe Patte  | 1,91   | France             |
| 9      | Romain Vadeleux   | 1,95   | France             |
| 10     | Wolfgang Kuck     | 1,98   | Allemagne          |
| 12     | Martel Bosqui     | 1,93   | France             |
| 13     | Yoichi Kato       | 1,91   | Japon              |
| 14     | Frédéric Havas    | 1,95   | France             |

## Saison 2004-2005
Entraîneur : Patrick Duflos  France
| Numéro | Nom               | Taille | Nationalité        |
| ------ | ----------------- | ------ | ------------------ |
| 1      | Petr Konecny      | 2,02   | République tchèque |
| 2      | Bertrand Carletti | 2,05   | France             |
| 3      | Ludovic Castard   | 1,97   | France             |
| 4      | Mathieu Labadie   | 1,88   | France             |
| 5      | Junot Mistoco     | 1,96   | France             |
| 6      | Rafael Redwitz    | 1,91   | Brésil             |
| 7      | Lubomir Stanek    | 2,03   | République tchèque |
| 9      | Romain Vadeleux   | 1,95   | France             |
| 10     | Johan Cohen       | 1,90   | France             |
| 12     | Johan Pigneul     | 1,99   | France             |
| 13     | Jérémie Ferrigno  | 1,82   | France             |
| 14     | Frédéric Havas    | 1,95   | France             |
| 15     | Petr Pesl         | 2,00   | République tchèque |

## Saison 2005-2006
Entraîneur : Patrick Duflos ( France)
| Numéro | Nom               | Taille | Nationalité        |
| 1      | Petr KONECNY      | 2,02   | République tchèque |
| 2      | David ALBORCH     | 2,01   | France             |
| 3      | Ludovic CASTARD   | 1,97   | France             |
| 4      | Mathieu LABADIE   | 1,88   | France             |
| 5      | Mathias PATIN     | 1,85   | France             |
| 6      | Fabricio DIAS     | 1,96   | Brésil             |
| 7      | Lubomir STANEK    | 2,03   | République tchèque |
| 9      | Julien ESCRIG     | 2,00   | France             |
| 10     | Johan COHEN       | 1,90   | France             |
| 12     | Rémi Granier      | 2,00   | France             |
| 13     | Jérémie FERRIGNO  | 1,82   | France             |
| 14     | Robin THEULE      | 1,87   | France             |
| 15     | Petr PESL         | 2,00   | République tchèque |
| 16     | Emmanuel RAGONDET | 1,91   | France             |
| 17     | Henry AUTHIER     | 1,90   | France             |

## Saison 2006-2007
Entraîneur : Patrick Duflos  France
| Numéro | Nom               | Taille | Nationalité        |
| 1      | Petr KONECNY      | 2,02   | République tchèque |
| 2      | Ondrej KUST       | 1,91   | République tchèque |
| 3      | Angel PEREZ       | 1,90   | Porto Rico         |
| 4      | Mathieu LABADIE   | 1,88   | France             |
| 5      | Junot MISTOCO     | 1,98   | France             |
| 6      | Victor RIVERA     | 1,96   | Porto Rico         |
| 8      | Frédéric GIBERT   | 2,01   | France             |
| 9      | Julien ESCRIG     | 1,99   | France             |
| 12     | Luc MARQUET       | 1,94   | France             |
| 14     | Mauro MILETIĆ     | 1,90   | Croatie            |
| 16     | Emmanuel RAGONDET | 1,91   | France             |

## Saison 2007-2008
Entraîneur : Philippe Salvan  France ; entraîneur adjoint : Jean-Baptiste Martzluff  France

## Saison 2008-2009
Entraîneur :  Philippe Salvan ; entraîneur adjoint :  Jean-Baptiste Martzluff

### Saison 2009-2010
Entraîneur :  Patrick Duflos

### Saison 2010-2011
Entraîneur :  Patrick Duflos

### Saison 2011-2012
Entraîneur :  Patrick Duflos ; entraîneur-adjoint :  Fabien Dugrip
- Ferdinand Tille a été engagé comme joker à partir de novembre 2011
- Ludovic Castard a intégré l'effectif en janvier 2012

### Saison 2012-2013
| No                                       | Nom                                      | Date de naissance                        | Taille                       | Poids                        | Poste                        |
| ---------------------------------------- | ---------------------------------------- | ---------------------------------------- | ---------------------------- | ---------------------------- | ---------------------------- |
| 1                                        | Milan Bencz                              | 5 septembre 1987                         | 206                          | 92                           | Attaquant                    |
| 3                                        | Frédéric Barais                          | 10 décembre 1989                         | 187                          | 80                           | Réceptionneur-attaquant      |
| 4                                        | Baptiste Geiler                          | 12 mars 1987                             | 198                          | 83                           | Réceptionneur-attaquant      |
| 5                                        | Junot Mistoco                            | 16 août 1979                             | 198                          | 105                          | Attaquant                    |
| 6                                        | Benjamin Toniutti                        | 30 octobre 1989                          | 182                          | 72                           | Passeur                      |
| 7                                        | Ferdinand Tille                          | 8 décembre 1988                          | 185                          | 70                           | Libero                       |
| 9                                        | Raphaël Mrozek                           | 19 octobre 1987                          | 188                          |                              | Réceptionneur-attaquant      |
| 10                                       | Jean-Philippe Sol                        | 1er janvier 1986                         | 198                          | 88                           | Central                      |
| 11                                       | Quentin Ayuso                            | 11 mars 1994                             | 184                          | 76                           | Passeur                      |
| 12                                       | Maxime Hervoir                           | 24 février 1995                          | 195                          |                              | Réceptionneur-attaquant      |
| 13                                       | Thomas Le Vot                            | 23 juillet 1993                          | 187                          | 69                           | Passeur                      |
| 14                                       | Stanislas Rabillier                      | 22 février 1992                          | 197                          | 78                           | Réceptionneur-attaquant      |
| 15                                       | Lukas Bauer                              | 26 février 1989                          | 203                          | 94                           | Central                      |
| 16                                       | José Trèfle                              | 16 janvier 1980                          | 198                          | 92                           | Central                      |
| 17                                       | Eliott Treilles                          | 18 janvier 1994                          | 183                          |                              | Libero                       |
| 18                                       | Brice Donat                              | 10 décembre 1975                         | 175                          |                              | Passeur                      |
| 19                                       | Éric Tinchant                            | 18 mars 1991                             | 195                          |                              | Central                      |
|                                          |                                          |                                          |                              |                              |                              |
| Encadrement technique                    | Encadrement technique                    |                                          | Légende                      | Légende                      | Légende                      |
| Entraîneur : Patrick Duflos              | Entraîneur : Patrick Duflos              | Entraîneur : Patrick Duflos              | : Capitaine                  | : Capitaine                  | : Capitaine                  |
| Entraîneur(s) adjoint(s) : Fabien Dugrip | Entraîneur(s) adjoint(s) : Fabien Dugrip | Entraîneur(s) adjoint(s) : Fabien Dugrip | : Joueur blessé actuellement | : Joueur blessé actuellement | : Joueur blessé actuellement |

| Équipe type : Arago de Sète                                                                     |
| \| Toniutti · # 6 Geiler · # 4 Sol · # 10 Bencz · # 1 Barais · # 3 Trèfle · # 16 Tille · # 7 \| |
| Toniutti · # 6 Geiler · # 4 Sol · # 10 Bencz · # 1 Barais · # 3 Trèfle · # 16 Tille · # 7       |

| Toniutti · # 6 Geiler · # 4 Sol · # 10 Bencz · # 1 Barais · # 3 Trèfle · # 16 Tille · # 7 |

## Saison 2013-2014
| No                                       | Nom                                      | Date de naissance                        | Taille                       | Poids                        | Poste                        |
| ---------------------------------------- | ---------------------------------------- | ---------------------------------------- | ---------------------------- | ---------------------------- | ---------------------------- |
| 1                                        | Lars Lorsheijd                           | 8 juin 1985                              | 200                          | 90                           | Central                      |
| 2                                        | Toafa Takaniko                           | 29 mai 1985                              | 192                          | 88                           | Passeur                      |
| 3                                        | Frédéric Barais                          | 10 décembre 1989                         | 187                          | 80                           | Réceptionneur-attaquant      |
| 4                                        | Axel Lowinski                            | 13 mai 1991                              | 195                          |                              | Central                      |
| 5                                        | Lukas Bauer                              | 26 février 1989                          | 203                          | 94                           | Central                      |
| 6                                        | Keith Pupart                             | 19 mars 1985                             | 195                          | 92                           | Réceptionneur-attaquant      |
| 7                                        | Thomas Lamoise                           | 13 février 1982                          | 200                          |                              | Réceptionneur-attaquant      |
| 8                                        | Graham Vigrass                           | 17 juin 1989                             | 205                          | 91                           | Central                      |
| 9                                        | Gauthier Bonnefoy                        | 11 juin 1995                             | 196                          |                              | Réceptionneur-attaquant      |
| 10                                       | Eliott Treilles                          | 18 janvier 1994                          | 183                          |                              | Libero                       |
| 12                                       | Maxime Hervoir                           | 24 février 1995                          | 195                          |                              | Réceptionneur-attaquant      |
| 13                                       | Thomas Le Vot                            | 23 juillet 1993                          | 187                          | 69                           | Passeur                      |
| 14                                       | Julien Prigent                           | 6 juillet 1995                           | 183                          |                              | Passeur                      |
| 15                                       | Miloš Ćulafić                            | 13 août 1986                             | 205                          | 96                           | Attaquant                    |
| 16                                       | Nicolas Rossard                          | 23 mai 1990                              | 182                          | 62                           | Libero                       |
| 17                                       | Pavel Bartík                             | 19 mars 1981                             | 204                          | 101                          | Attaquant                    |
| 18                                       | Éric Tinchant                            | 18 mars 1991                             | 195                          |                              | Central                      |
|                                          |                                          |                                          |                              |                              |                              |
| Encadrement technique                    | Encadrement technique                    |                                          | Légende                      | Légende                      | Légende                      |
| Entraîneur : Patrick Duflos              | Entraîneur : Patrick Duflos              | Entraîneur : Patrick Duflos              | : Capitaine                  | : Capitaine                  | : Capitaine                  |
| Entraîneur(s) adjoint(s) : Fabien Dugrip | Entraîneur(s) adjoint(s) : Fabien Dugrip | Entraîneur(s) adjoint(s) : Fabien Dugrip | : Joueur blessé actuellement | : Joueur blessé actuellement | : Joueur blessé actuellement |

| Équipe type : Arago de Sète                                                                              |
| \| Takaniko · # 2 Barais · # 3 Bauer · # 5 Ćulafić · # 15 Pupart · # 6 Lorsheijd · # 1 Rossard · # 16 \| |
| Takaniko · # 2 Barais · # 3 Bauer · # 5 Ćulafić · # 15 Pupart · # 6 Lorsheijd · # 1 Rossard · # 16       |

| Takaniko · # 2 Barais · # 3 Bauer · # 5 Ćulafić · # 15 Pupart · # 6 Lorsheijd · # 1 Rossard · # 16 |

### Saison 2015-2016
| No                                       | Nom                                      | Date de naissance                        | Taille                       | Poids                        | Poste                        |
| ---------------------------------------- | ---------------------------------------- | ---------------------------------------- | ---------------------------- | ---------------------------- | ---------------------------- |
| 1                                        | Guillermo Hernán                         | 25 juillet 1982                          | 182                          |                              | Passeur                      |
| 2                                        | Franck Lafitte                           | 8 mars 1989                              | 203                          |                              | Central                      |
| 3                                        | Marien Moreau                            | 25 octobre 1983                          | 201                          |                              | Attaquant                    |
| 4                                        | Arthur Piazzeta                          | 28 novembre 1997                         | 192                          |                              | Passeur                      |
| 6                                        | Thibault Rossard                         | 28 août 1993                             | 193                          |                              | Réceptionneur-attaquant      |
| 7                                        | Thomas Lamoise                           | 13 février 1982                          | 199                          |                              | Réceptionneur-attaquant      |
| 8                                        | Baptiste Enfoux                          | 1er avril 1996                           | 200                          |                              | Réceptionneur-attaquant      |
| 9                                        | Gauthier Bonnefoy                        | 11 juin 1995                             | 197                          |                              | Réceptionneur-attaquant      |
| 10                                       | Tommy Senger                             | 1er juillet 1982                         | 203                          |                              | Central                      |
| 11                                       | Eliott Treilles                          | 18 janvier 1994                          | 182                          |                              | Libero                       |
| 12                                       | Maxime Hervoir                           | 24 février 1995                          | 195                          |                              | Réceptionneur-attaquant      |
| 13                                       | Daniel Petrov                            | 7 juillet 1991                           | 191                          |                              | Passeur                      |
| 14                                       | Médéric Henry                            | 20 juin 1995                             | 212                          |                              | Central                      |
| 15                                       | Quincy Aye                               | 27 février 1995                          | 202                          |                              | Attaquant                    |
| 16                                       | Nicolas Rossard                          | 23 mai 1990                              | 183                          |                              | Libero                       |
| 17                                       | Nicolas Marcelo Mendez                   | 2 novembre 1992                          | 191                          |                              | Réceptionneur-attaquant      |
| 19                                       | Vianny Vandooren                         | 14 février 1995                          | 198                          |                              | Central                      |
|                                          |                                          |                                          |                              |                              |                              |
| Encadrement technique                    | Encadrement technique                    |                                          | Légende                      | Légende                      | Légende                      |
| Entraîneur : Patrick Duflos              | Entraîneur : Patrick Duflos              | Entraîneur : Patrick Duflos              | : Capitaine                  | : Capitaine                  | : Capitaine                  |
| Entraîneur(s) adjoint(s) : Fabien Dugrip | Entraîneur(s) adjoint(s) : Fabien Dugrip | Entraîneur(s) adjoint(s) : Fabien Dugrip | : Joueur blessé actuellement | : Joueur blessé actuellement | : Joueur blessé actuellement |

| Équipe type : Arago de Sète                                                                                  |
| \| Hernán · # 1 T. Rossard · # 6 Lafitte · # 2 Moreau · # 3 Mendez · # 17 Senger · # 10 N. Rossard · # 16 \| |
| Hernán · # 1 T. Rossard · # 6 Lafitte · # 2 Moreau · # 3 Mendez · # 17 Senger · # 10 N. Rossard · # 16       |

| Hernán · # 1 T. Rossard · # 6 Lafitte · # 2 Moreau · # 3 Mendez · # 17 Senger · # 10 N. Rossard · # 16 |